# Quần sịp

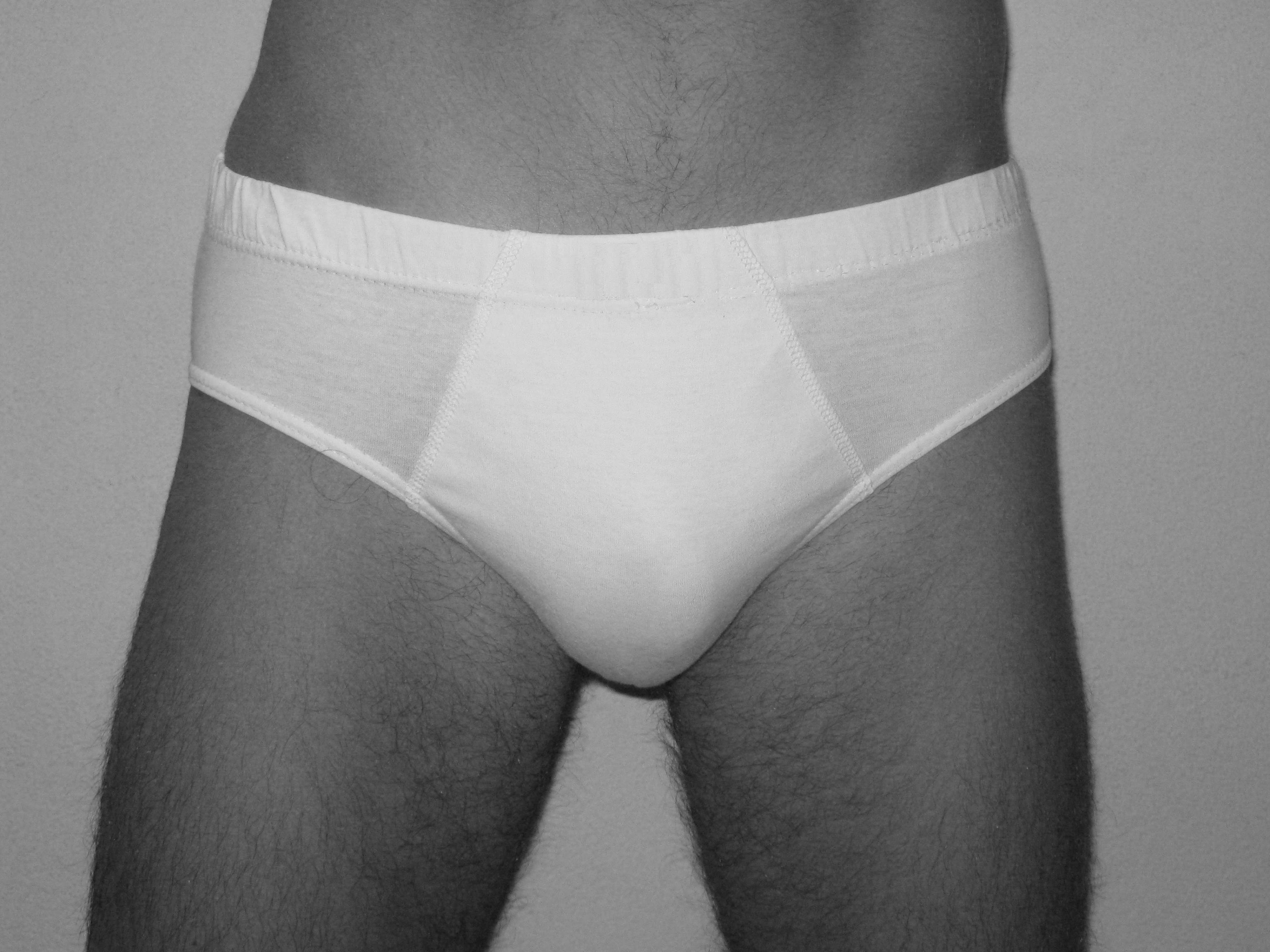
Quần sịp

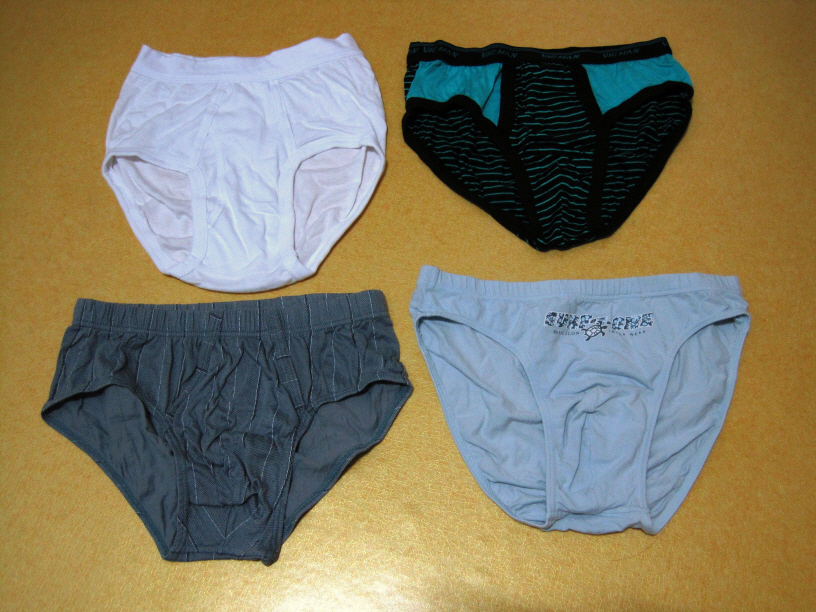
Quần sịp nam

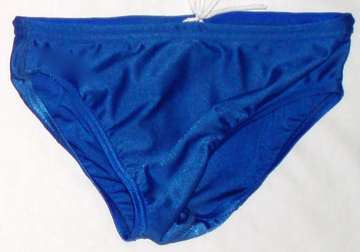
Sịp bơi của nam do Speedo sản xuất

Quần sịp (quần xì) là một loại quần lót hoặc quần bơi ngắn và bó sát, khác với quần đùi của nam giới. Khác với quần đùi, quần sịp giữ bộ phận sinh dục của đàn ông ở vị trí tương đối cố định. Điều này làm cho quần sịp trở thành lựa chọn phổ biến cho nam giới khi hoạt động thể dục thể thao hoặc cho những người có nhu cầu đồ lót bó sát.
Quần sịp chật từng được cho là có ảnh hưởng tiêu cực đến số lượng tinh trùng, vì quần chật có thể can thiệp vào quá trình làm mát tinh hoàn. Tuy nhiên, các nghiên cứu không phải luôn luôn có cùng một kết luận. Ví dụ, một nghiên cứu vào tháng 10 năm 1998 của Tạp chí Journal of Urology, kết luận rằng các loại quần lót không có ảnh hưởng rõ rệt nào đến khả năng sinh sản của nam giới. Nhiệt độ có làm giảm sức sống của tinh trùng, nhưng tinh trùng khỏe mạnh mới sản sinh thì không bị ảnh hưởng.

## Từ nguyên

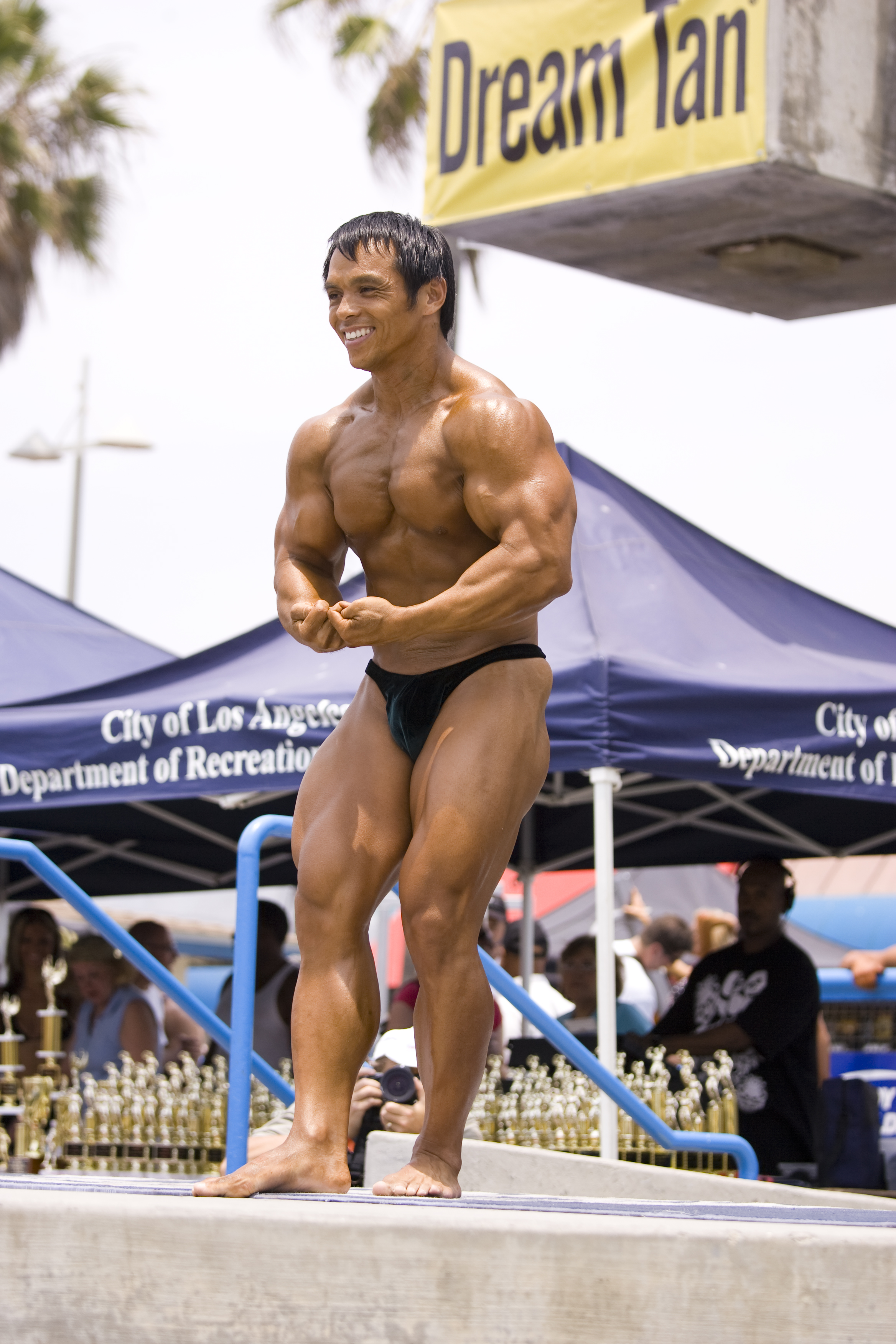
Một lực sĩ thể hình trong trang phục là quần sịp đen

Từ sịp trong tiếng Việt có gốc từ tiếng Pháp và xa hơn là từ tiếng Anh (slip có nghĩa là trượt/trôi), tuy nhiên trong tiếng Anh thì slip là một loại váy lót mỏng (không phải quần lót) nhằm giảm thiểu cọ xát. Trong khi đó một số ngôn ngữ như tiếng Tây Ban Nha, Bulgaria, Rumani, Séc, Hà Lan, Pháp, Đức và Ba Lan thì slip lại dùng chỉ loại quần lót, nhất là quần lót phụ nữ.
Trong tiếng Việt thì slip lại rẽ thành hai từ khác nhau:
1. "sịp": quần lót bó chặt cho nam giới
2. "xi líp": quần lót phụ nữ.

## Lịch sử

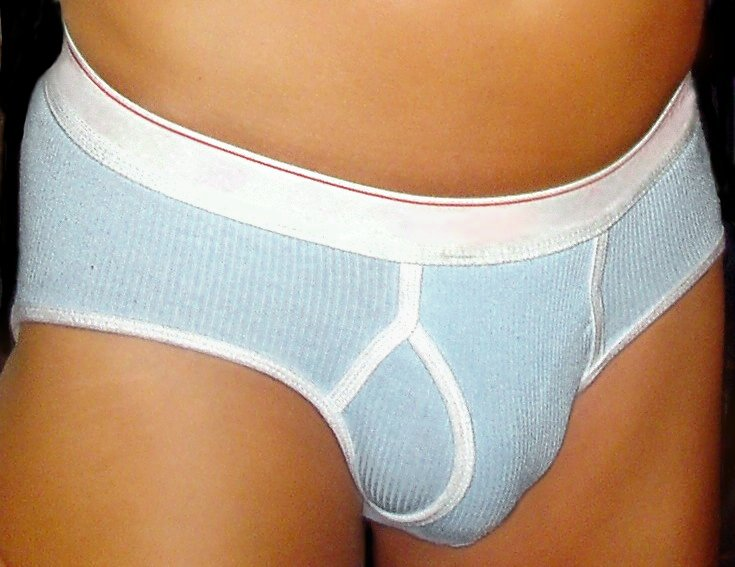
Quần sịp nam ngày nay

Quần sịp được bán lần đầu tiên vào ngày 19 tháng 1 năm 1935 do Công ty Coopers Inc., ở Thành phố Chicago bang Illinois. Họ gọi nó là "Jockey" vì nó cũng có chức năng hỗ trợ tương tự như trang phục bảo vệ bộ phận sinh dục của nài ngựa. Trong lần giới thiệu này, chỉ trong 3 tháng đã có 30 ngàn quần được bán ra. Ở khu vực Bắc Mỹ, "Jockey" là từ thường được dùng để chỉ quần sịp.
Tại Anh quốc, quần sịp được bán lần đầu tiên vào năm 1938. Không lâu sau, các cửa tiệm đã bán được 3.000 quần trong một tuần. Nó phổ biến đến mức vào năm 1948, mỗi thành viên trong đội tuyển Olympic của Anh đều được tặng miễn phí một chiếc.

## Quần lót nam
Không giống như quần đùi, quần sịp giữ bộ phận sinh dục của người mặc ở một vị trí tương đối cố định, điều này khiến quần sịp trở thành lựa chọn đồ lót phổ biến cho nam giới tham gia các hoạt động thể thao hoặc những người thích hỗ trợ nhiều hơn đồ lót rộng rãi có thể cung cấp. Ngoài ra, quần đùi thường ôm sát cơ thể vào cơ thể không thoải mái khi người mặc chạy hoặc mặc trang phục vừa vặn. Có nhiều biến thể về kiểu dáng ngắn với những đường cắt khác nhau. Một số chiếc quần sịp có đường cắt chỉ đến cạp quần bên hông, được gọi là chiếc quần sịp tanga.